# Chomutowo (obwód wołogodzki)
Chomutowo (ros. Хомутово) – wieś w Rosji, w rejonie charowskim obwodu wołogodzkiego. W 2010 r. liczyła 3 mieszkańców.